# أليسيا هولويل
أليسيا هولويل (بالإنجليزية: Alicia Hollowell)‏ هي لاعبة كرة لينة أمريكية، ولدت في 29 فبراير 1984 في فيرفيلد في الولايات المتحدة.